# Dictyonema (graptolite)
 (novembre 2018).
Si vous disposez d'ouvrages ou d'articles de référence ou si vous connaissez des sites web de qualité traitant du thème abordé ici, merci de compléter l'article en donnant les références utiles à sa vérifiabilité et en les liant à la section « Notes et références ».
Genre
Dictyonema est un genre éteint de graptolites de l'ordre des Dendroidea. Il a vécu du Cambrien au Carbonifère. Il est pseudo-planctonique.
Il possède un rhabdosome ramifié.